# Équancourt

Équancourt este o comună în departamentul Somme, Franța. În 1 ianuarie 2022 avea o populație de 298 de locuitori.